# النعير (عمد)

تعديل مصدري - تعديل

النعير هي إحدى قرى  بمديرية عمد التابعة لمحافظة حضرموت، بلغ تعداد سكانها 755 نسمة حسب تعداد اليمن لعام 2004.